# Granat No. 69

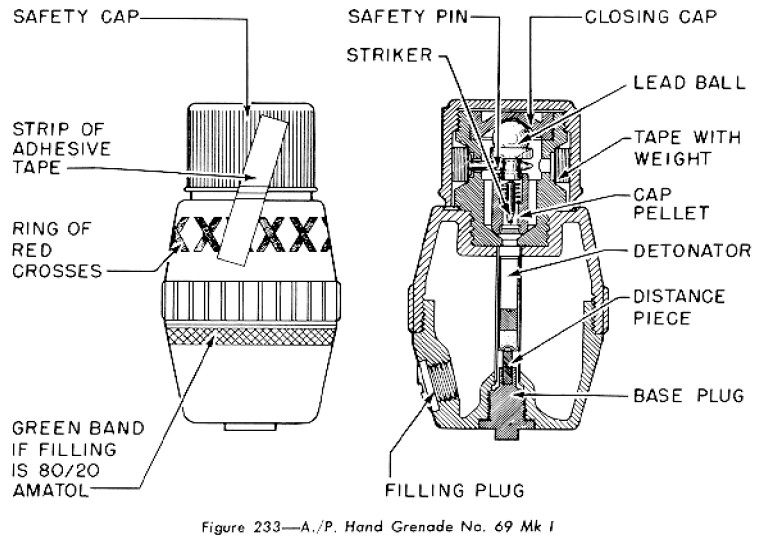
Schemat granatu

№ 69 – brytyjski granat zaczepny, używany przez armię brytyjską podczas II wojny światowej.
Skorupa granatu wykonana była z bakelitu, wewnątrz której umieszczono 92 gramy materiału wybuchowego – amatolu lub baratolu. Granat działał przede wszystkim siłą wybuchu materiału wybuchowego, podczas gdy odłamki tworzywa sztucznego, z którego wykonana była skorupa nie zadawały większych obrażeń. Eksplozja granatu następowała w momencie zderzenia z przeszkodą.